# إعلان سار
الإعلان السار (اسم) هو إعلان خارج المنزل تُستخدم فيه كاميرات وبرنامج التعرف على الوجه لقراءة مزاج المستهلك، ثم يدفع بالمنتجات ذات الصلة بالحالة العاطفية المستهدفة. ويتم استخدام برنامج التعرف على العاطفة لتصميم الإعلانات في الهواء الطلق التي تناسب مزاج المستهلكين.
وقد تمت صياغة تقرير [بحاجة لمصدر] لمركز دراسات المستقبل في يوليو 2011  يوحي بأن مثل تلك الإعلانات التي تظهر في فيلم تقرير الأقلية قد تكون في طريقها نحو الظهور على أرض الواقع، وبالفعل، قد ظهر بعض منها في عالمنا. ينص تقريرهم - المفوض من 3MGTG، المتخصصة في مجال الإعلان الرقمي - على أن تتركز الخطوة الأولى على تصميم إعلانات تتكيف مع حالتنا المزاجية.
وقد أطلق معدو التقرير على هذه التقنية اسم "Gladverts" الإعلانات السارة.